# Kirche von Voss
Die Kirche von Voss (norwegisch Voss kyrkje oder Vangskyrkja) ist eine Steinkirche in Vossevangen in der Gemeinde Voss im norwegischen Fylke Vestland mit heute 450 Sitzplätzen. Sie wurde 1271 in einem Brief Magnus Lagabøtes erstmals erwähnt, in dem dieser den Männern von Voss für ihren bisherigen Einsatz beim Kirchenbau dankt und ermutigt, so weiterzumachen. Sie ist dem Erzengel Michael gewidmet und war wahrscheinlich Hauptkirche eines großen Gebietes.

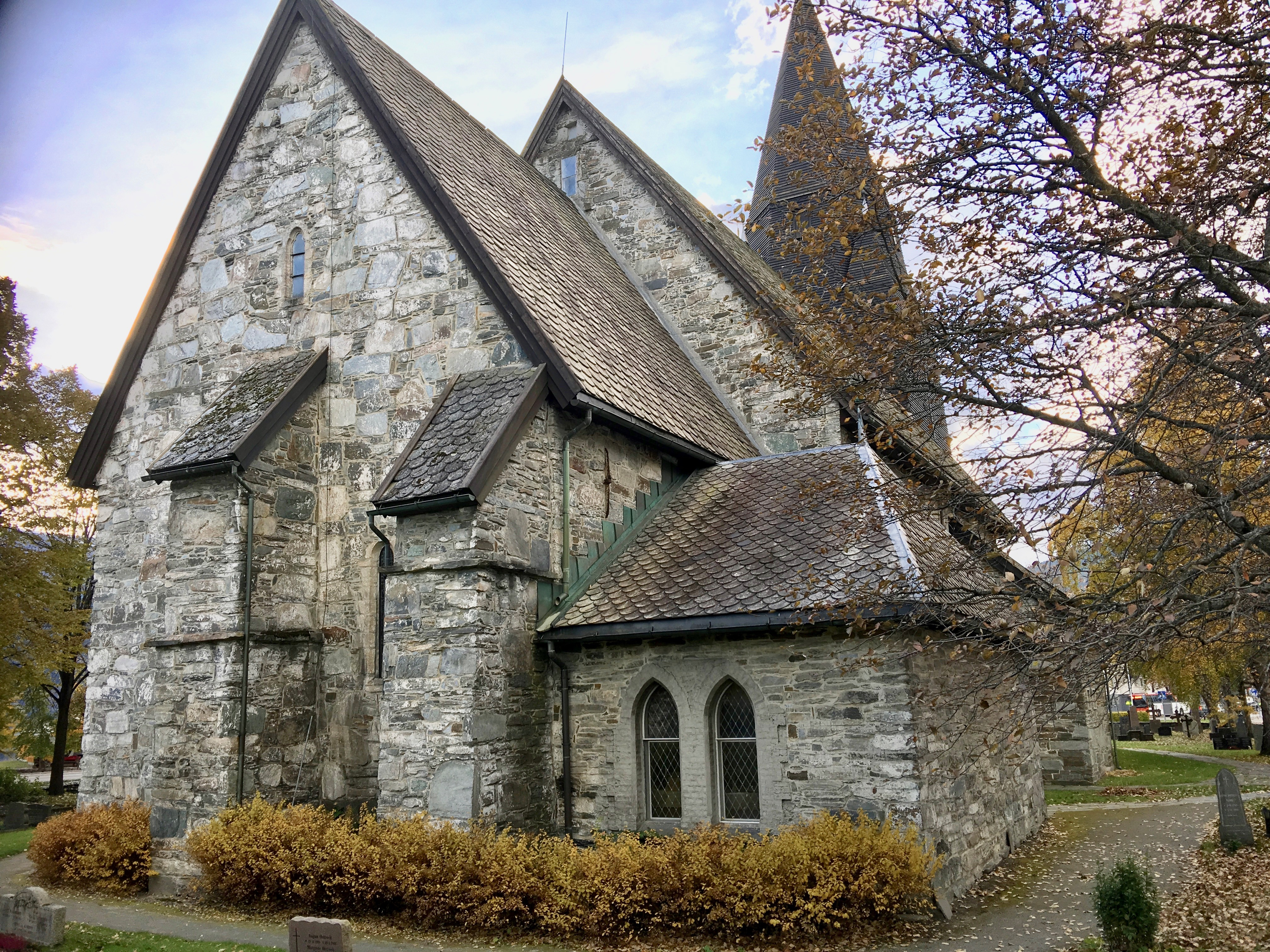
Kirche von Voss

## Architektur
Die Kirche hat ein rechteckiges Schiff und einen fast quadratischen Chor sowie einen Westanbau. Diesen findet man bei mehreren Kirchen in der Umgebung, die von der Bergener-Gotik beeinflusst wurden. Die Kirche hat aufgrund eines schlechten Fundaments starke Strebebögen. Die Portale sind spitzbogig und aus Speckstein. Die Kirche wurde von 1950 bis 1953 restauriert, dabei wurden Veränderungen der 1870er Jahre weitgehend beseitigt. Die reich verzierte Kanzel, das Kruzifix, der Lettner und mehrere Gemälde, die in den 1870er Jahren entfernt oder übermalt worden waren, wurden bereits 1936 wieder freigelegt. Vor der Restaurierung in den 1870er Jahren hatte die Kirche einen Kalkputz.

Voss kirke
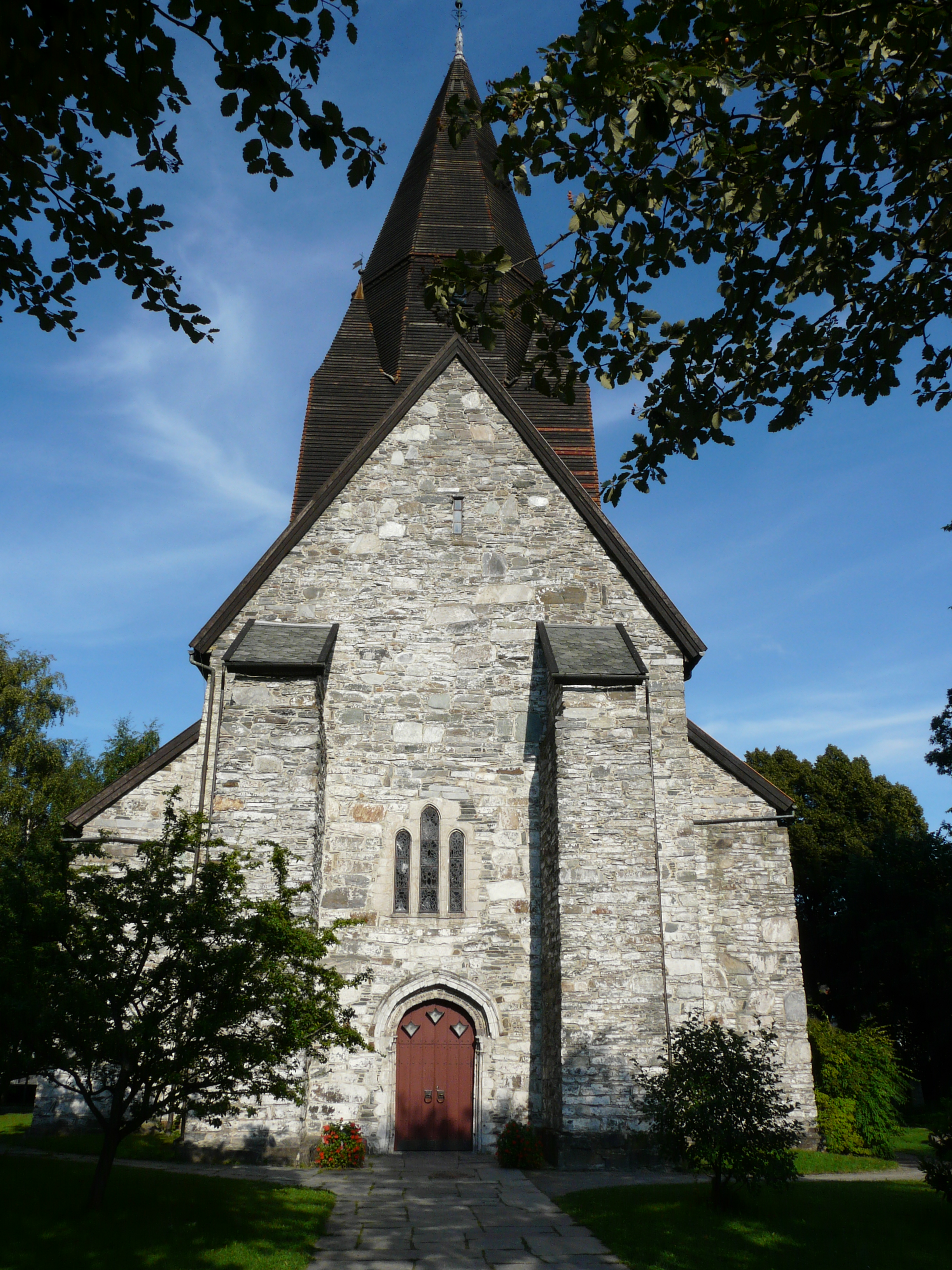

## Lensmannsstein

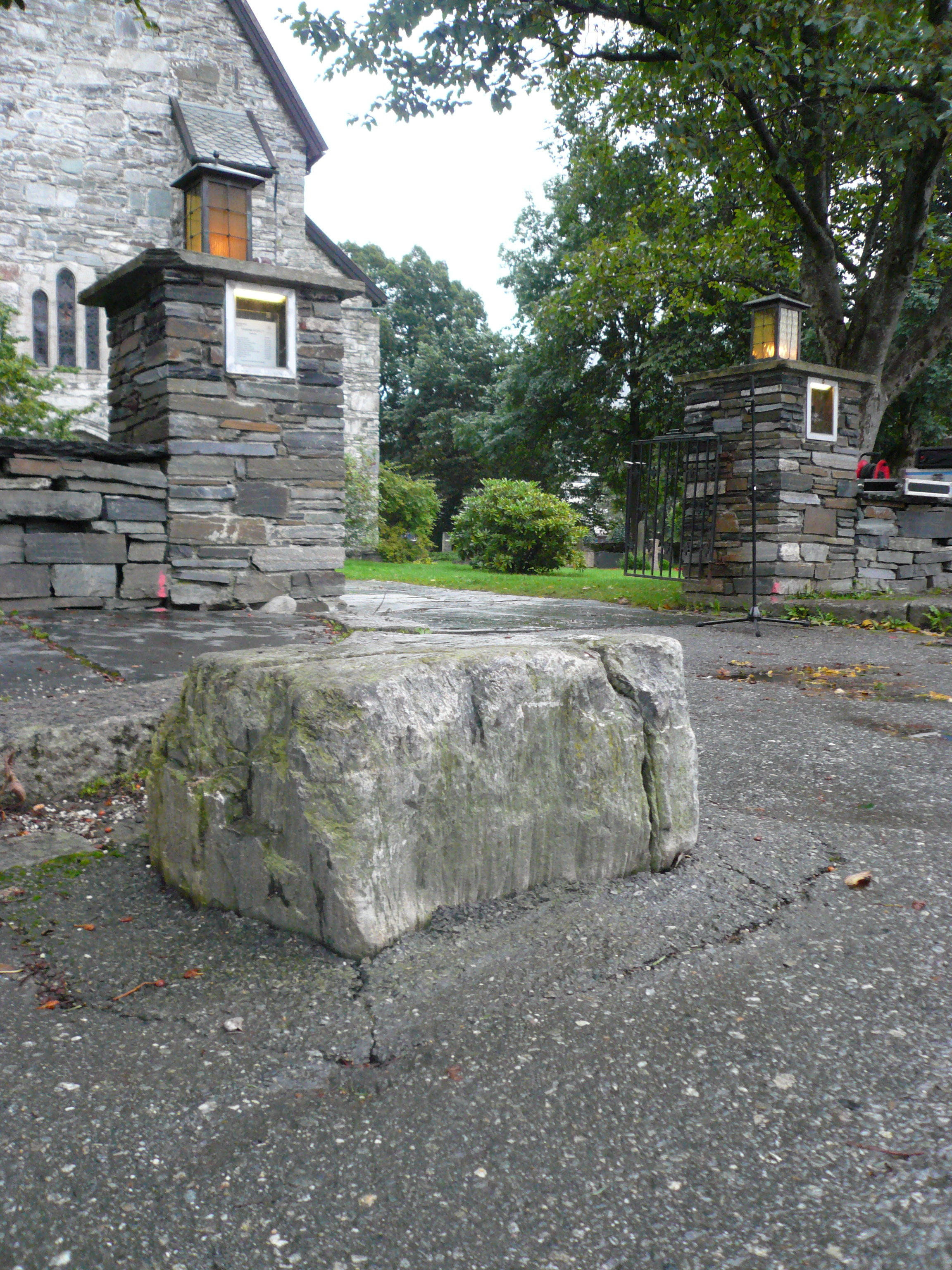
Lensmannsstein

Der Lensmannsstein am Tor der Kirche von Voss ist ein quadratischer Stein von 60 × 58 cm, der 33 cm aus dem Asphalt ragt. Der Stein ist eine Erinnerung an die Zeit, als der Lensmann für die Übermittlung von Informationen der zentralen Behörden und über wichtige Vorschriften verantwortlich war. Der Stein diente als Podest, von dem die Ankündigungen nach dem Sonntagsgottesdienst ausgerufen wurden. Bis 1920 war dies institutioneller Teil der öffentlichen Informationsaktivitäten. Im Zusammenhang mit dem Kulturerbejahr 2009 wurde der Stein vom Riksantikvar Jørn Holme geschützt.